# Henri Coiffier de Ruzé, Marquis de Cinq-Mars

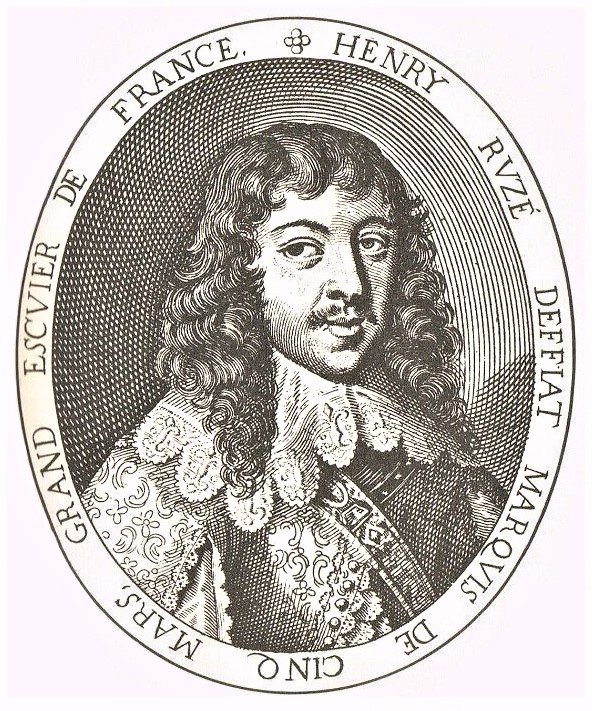
Henri Coiffier de Ruzé, Marquis de Cinq-Mars

Henri Coiffier Ruzé d’Effiat, marquis de Cinq-Mars (* 1620; † 12. September 1642 in Lyon) war ein französischer Höfling.
Cinq-Mars war der zweite Sohn von Antoine Coëffier de Ruzé, marquis d’Effiat, Marschall von Frankreich (1581–1632). Von Kardinal Richelieu, der ein Freund seines Vaters gewesen war, wurde er bei Hof als Gegengewicht zu Madame Hautefort eingeführt, einer Favoritin der Königin. Dank seines guten Aussehens und seiner angenehmen Art wurde er bald ein Günstling des Königs und nacheinander Grand Maître de la Garde-robe und Grand Ecuyer (Großstallmeister von Frankreich). Nachdem er sich bei der Belagerung von Arras 1640 ausgezeichnet hatte, strebte er ein hohes militärisches Kommando an, aber Richelieu lehnte seinen Anspruch ab, worauf er kühn davon sprach, den Minister zu stürzen.
Cinq-Mars soll heimlicher Ehemann der Salon-Kurtisane Marion Delorme gewesen sein, belegt ist zumindest eine Affäre mit ihr, für welche sie ihren zuvorigen Geliebten, den Dichter Jacques Vallée (Sieur Des Barreaux) verließ.
Wahrscheinlich war Cinq-Mars 1641 in die misslungene Erhebung Louis’ de Bourbon-Condé verwickelt. Jedenfalls – wohl im folgenden Jahr – verschwor er sich mit dem Herzog von Bouillon, Richelieu zu stürzen. Das Komplott, genannt Cinq-Mars-Verschwörung, unterstand nominell der Führung Gastons von Orléans, des Bruders des Königs. Als Richelieu erfuhr, dass Cinq-Mars versucht hatte, Unterstützung aus Spanien zu bekommen, legte er dem König die Beweise für den Verrat vor. Cinq-Mars wurde der Prozess gemacht. Er gab seine Schuld zu, wurde zum Tode verurteilt und in Lyon enthauptet.
Möglicherweise wurde Cinq-Mars durch seine Zuneigung zu Luisa Maria Gonzaga (1611–1667), später Königin von Polen, die eine prominente Figur am Hof von Ludwig XIII. war, zu dieser Verschwörung getrieben.
Diese Überlieferung ist ein Teil der Handlung von Alfred de Vignys Roman Cinq-Mars. und Charles Gounods Oper Cinq Mars (1877).